# عيسى بن حمد الشعيلي
عيسى بن حمد الشعيلي ( 1954 – 6 ديسمبر 2002) كاتب وشاعر وأديب من سلطنة عمان، ولد ببلدة البسيتين بمدينة المحرق وانتقل إلى موطنه الأصلي سلطنة عمان جامعاً للتراث والأدب العماني. توفي في العاصمة البريطانية لندن عام 2002 .

## نشأته
نشأ الكاتب (في بيت علم) فوالده الشاعر والكاتب حمد بن صالح الشعيلي، تعلم القرآن على يد والده ودرس في مدراس البحرين حتى تخرج من الثانوية العامة وعمل مدرساً بمدرسة رأس الرمان في البحرين، بعد تولي السلطان قابوس بن سعيد مقاليد الحكم في سلطنة عمان رجع عيسى الشعيلي الى وطنه الأم ، ونزل في ولاية عبري التي عمل فيها مدرساً أيضا لبعض الوقت (في مدرسة سيف بن سلطان للبنين).
انتقل عيسى الشعيلي الى محافظة مسقط وتزوج فيها وله اثنان من الأولاد وستة من البنات، وعمل في عدة مناطق في السلطنة كموظف في جهاز الأمن الداخلي ومن ثم كمستشار لمعالي (الدكتور يحيى بن محفوظ المنذري) في وزارة التعليم العالي.

## أعماله الأدبية
اهتم عيسى الشعيلي بالشعر الفصيح والشعر الشعبي والقصص الشعبية، وكان كاتباً للشعر للفصيح وكان اكثر اهتماماته بالشعر الشعبي ينصب في شعر الميدان الذي ألف فيه مادة علمية جمعها خلال 17 سنة ووضبها في كتابه "الميدان سيد الفنون الشعبية العمانية". كما جمع مجموعة كبيرة من القصص الشعبية طبعت منه كتابين في حياته، وله شعر كثير جمع بعض منه في كتاب صدر له في حياته باسم سمادير، وقد شارك في العديد من القنوات الاعلامية وخاصة في حلقات كلام من التراث وشارك ايضًا في مهرجان الشعر العماني الثالث في صلالة.

### كتبه
- الميدان سيد الفنون الشعبية العمانية.[4]
- البصراويان والعماني.[5]
- بن مقرب بين الحسا وعمان.[6]
- سمادير

من شعره:
دعني فديتك هذا خطه القلم ما شأت يمضي وما شأئنا …
كما (له) مجموعة من الأعمال غير مطبوعة وهي محفوظة لدى أبنائه